# Coptops semiscalaris
Coptops semiscalaris là một loài bọ cánh cứng trong họ Cerambycidae.